# 罗娜·唐
罗娜·唐（英語：Rona Tong，1916年8月22日—2016年1月31日），生于哈斯廷斯，新西兰女子篮球、篮网球、田径运动员。她曾代表新西兰参加1938年大英帝国运动会田径比赛，获得一枚铜牌。